# 東八郎
東 八郎（あずま はちろう、本名：飛田 義一（ひだ ぎいち）、1936年〈昭和11年〉5月31日 - 1988年〈昭和63年〉7月6日）は、日本のコメディアン、タレント。昭和を代表するコメディアンの一人。妻との間に3男2女があり、次男はお笑いコンビ・Take2の東貴博、三男はタレントの東朋宏。タレントの安めぐみは義娘（次男・貴博の妻。ただし、東の死去から23年後の2011年に結婚したため、生前に面識は無い）にあたる。

## 来歴
東京府東京市浅草区 (現・東京都台東区浅草) 出身。父は岐阜県大垣市の出身で皇宮警察官であった。戦時中に家族とともに名古屋市に疎開し、名古屋時代の親友にプロゴルファー塩谷育代の父親がいた。
中学校卒業後にコメディアンを志して歌手の田谷力三に弟子入り。浅草公園六区の浅草フランス座などで活躍する（芸名はフランス座を経営する東洋興業創業者の松倉宇七にちなんだものであった）。この頃のフランス座には、関敬六、長門勇、渥美清、伊東四朗など後に有名になったコメディアンたちが出演していた。
浅草の東洋劇場では池信一、東八郎、石田映二の丁稚トリオを結成、のちにまだ駆け出しの萩本欽一が加わった。
テレビの台頭と共に浅草の演劇街が衰退してきたため、1964年に小島三児、原田健二と共にトリオ・スカイラインを結成し、テレビに進出。コントを行い人気を博した。しかし、トリオ・スカイラインは1971年に解散。以降は単独で芸能活動を行い、三波伸介とともにNHK『お笑いオンステージ』にレギュラー出演して、全国区の有名なコメディアンとなった。その後、東八郎劇団を結成して後進の育成にも力を注ぎ、全国各地で喜劇を演じていた。最晩年では『志村けんのバカ殿様』の城代家老役や額に「光」のシールを貼り、BGMにメンデルスゾーンのヴァイオリン協奏曲が流れる「ヨード卵光」のCMが有名であった。なお、萩本欽一は東の預り弟子であった。東の直弟子には他にすず風金魚（すず風にゃん子・金魚）がいる。
また人気コメディアンとしてテレビや舞台を数多くこなし、RCAビクターから『娘へのバラード』（1981年）を発売するなど歌手活動も行っていた。『娘へのバラード』は、結婚披露宴で歌われる定番曲のひとつとして広く知られている。また1986年には芸能人養成のために私塾「笑塾」を開いた。
しかし、それから間もない1988年7月6日の昼過ぎ、自宅で眠っている最中に突然脳溢血を起こす。日本医科大学付属病院へ救急車で緊急搬送されたが、意識が回復することなく同日15時30分に急逝した（52歳没）
。

## 人物
1986年から『志村けんのバカ殿様』に城代家老役でレギュラー出演する。バカ殿のネタは元々、東が浅草の劇場で演じていたネタでもあった。収録の合間には志村けんが大先輩である東に質問をすることもあった。志村いわく、コメディアンの宿命ではあるが子どもから直接バカにされることに内心、憤慨してしまったこともあると言い、「東さんはその歳になっても、なぜ徹底したバカな演技ができるのですか?」と尋ねられた。東は、「子どもにバカにされるのは芸人として当然のことで、怒っても仕方がない。わかる人は、演者がバカではないとちゃんと判ってくれている。むしろ芸人が利口面をしたがったり、文化人ぶったりするようになったらおしまいだよ」と話した。これを聞いた志村は感激し、以後ことあるごとにこのエピソードを披露して東に対する敬意を表している。東の死で「笑塾」が解散となった際、志村は「（当時の）自分には一人しか面倒を見てやれる余裕がないが、誰かの面倒を見たいね」と申し出た。この時、志村の付き人に採用されたのがジョーダンズの山崎まさやだった。。
「笑塾」の出身者は他に桂米多朗、ぴろき、斎藤哲也らがいる。
東の持ちネタである「頑張れ、強いぞ、僕らのなまか〜」は、テレビアニメ『赤胴鈴之助』のテーマ曲の替え歌で、「仲間」が訛って「なまか」となった。「なまか」は後に、フジテレビドラマ『西遊記』で主演した香取慎吾扮する孫悟空の口癖として使用された。
晩年は長期にわたって糖尿病を患っており、逝去の数ヶ月前には病状が悪化していた。しかし、その後も家族や関係者の反対を押し切って新宿コマ劇場での舞台公演に出演し、これが生涯最後の舞台となった。
死去の数日前に家族で外食した際には、「俺が死んだら、この子たちはどうなるんだろうなあ」と語ったり、夫人に「俺は苦しんだりせず、朝起きたら俺の顔を覗き込んで『あら、死んでるわ』っていう死に方が理想なんだ」と語るなど、自身の死期を悟っていたふしが見られ、奇しくも自身の理想に近いかたちの最期を遂げた。

## 出演番組

### バラエティ
- お笑いオンステージ（NHK総合） - 「てんぷく笑劇場」レギュラー
- みごろ!たべごろ!笑いごろ!（NET→テレビ朝日）
- オールスター家族対抗歌合戦（フジテレビ） - 常連ゲスト、のち審査員
- ライオンスペシャル_'83クリスマスキャロル_聖夜だヨ!120分（TBS系列）[8]
- 志村けんのバカ殿様（1986年 - 1988年、フジテレビ） - 家老役（逝去後は、桑野信義がこの役を務めた）
- お笑いスター誕生（日本テレビ） - 審査員
- 欽ちゃんの仮装大賞（日本テレビ） - 審査員（※名前にちなんで8マンの仮装をしたことがある）
- ドリフ大爆笑（フジテレビ） - 常連ゲスト
- 今夜は最高!（日本テレビ） - 常連ゲスト
- 所さんのただものではない!（フジテレビ） - 常連ゲスト

### テレビドラマ
- 右門捕物帖（1974年 ‐ 1975年、NET）- 仙太 役
- 家なき子 第7話「東京へ帰ろう」（1974年、TBS） - 果物屋店員 役
- 火曜日のあいつ 第12話「決死の渡橋！トラック野郎の子守唄」（1976年、TBS/東宝）ｰ吉田 役
- 新五捕物帳 第6話「ドジ野郎いちばん手柄」（1977年、日本テレビ） - 熊五郎 / 清兵衛 役
- 鬼平犯科帳 (萬屋錦之介) 第1シリーズ 第8話「おしま金三郎」（1980年、テレビ朝日） - 七兵衛 役
- 意地悪ばあさん 第2話「意地悪も命がけの巻」（1981年、フジテレビ） - 丹木 役
- 銭形平次（フジテレビ）
  - 第772話「恐怖の影」（1981年） - 伍市 役
  - 第848話「自慢にならぬ初手柄」（1983年） - 茂兵ヱ 役
- メチャン子・ミッキー（1982年、TBS） - 花村小百合 役
- あんみつ姫（1983年 - 1984年、フジテレビ） - 品川千兵衛 役
- のんき君（1983年 - 1984年、フジテレビ）
- 花田春吉なんでもやります（1985年、TBS）
- 忠臣蔵（1985年、日本テレビ）- 畳屋万五郎
- 西田敏行の泣いてたまるか 第2話「目の上のたんこぶ」（1986年、TBS）
- 独眼竜政宗（1987年、NHK総合） -  飯坂宗康 役
- 六本木ダンディーおみやさん（1987年、朝日放送）- 風見署長 役
- 裸の大将（1988年、関西テレビ） - 第26話 清のくれた幸せの星砂  - 石山村長 役

### 映画
- としごろ（1973年）
- 超能力だよ全員集合!!（1974年） - 八百徳 役
- おしゃれ大作戦（1976年）- 大野九郎 役
- 愛と誠・完結篇（1976年）- オスカーのマスター 役
- 闇の狩人（1979年）- 岡っ引き 役
- 男はつらいよ 寅次郎紙風船（1981年）
- クララ白書 少女隊PHOON（1985年）- 佐倉源蔵 役

### アニメーション
- コアラボーイ・コッキィ（1985年、トップクラフト制作、テレビ東京系列で放映、コッキィのパパの声）
- ほのぼの家族（「原始家族フリントストーン」の独立UHF局版、バーニー役）

### CM
- アースレッド（アース製薬）
- アクロン（ライオン）
- もろこし村（明治製菓〈現・明治〉）
- チョコボール・メカボーグ（明治製菓〈現・明治〉）
- ヨード卵光（日本農産工業）

## 演じた俳優
- 尾上寛之 -『浅草キッド』（2021年、Netflix）
- 東貴博 -『欽ちゃんのスミちゃん 〜萩本欽一を愛した女性〜』（2024年8月31日、日本テレビ）

## 音楽

### シングル
| 発売日           | 規格             | 規格品番         | 面               | タイトル                           | 作詞             | 作曲             | 編曲             |
| クラウンレコード | クラウンレコード | クラウンレコード | クラウンレコード | クラウンレコード                   | クラウンレコード | クラウンレコード | クラウンレコード |
| ---------------- | ---------------- | ---------------- | ---------------- | ---------------------------------- | ---------------- | ---------------- | ---------------- |
| 1979年9月        | EP               | CW-1868          | A                | 小銭マン                           | さいとう大三     | 泉八汐           | 池多孝春         |
| 1979年9月        | EP               | CW-1868          | B                | 人生サーカス                       | さいとう大三     | 泉八汐           | 池多孝春         |
| 東芝EMI          |                  |                  |                  |                                    |                  |                  |                  |
| 1979年12月       | EP               | TP-10661         | A                | ディスコ・ケンコー（牛のチチ体操） | 伊藤アキラ       | 井上忠夫         | 宮川泰           |
| 1979年12月       | EP               | TP-10661         | B                | DISCO KENKOH                       | 伊藤アキラ       | 井上忠夫         | 宮川泰           |
| RVCレコード      |                  |                  |                  |                                    |                  |                  |                  |
| 1981年10月21日   | EP               | RHS-48           | A                | 娘へのバラード                     | さいとう大三     | ひだよしかず     | 京建輔           |
| 1981年10月21日   | EP               | RHS-48           | B                | 今夜は泣いてもいいよ               | 鳥井実           | ひだよしかず     | 京建輔           |
| 1983年4月        | EP               | RHS-98           | A                | 沙留の里の子守唄                   | 木の根かおり     | 泉八汐           | 京建輔           |
| 1983年4月        | EP               | RHS-98           | B                | おふくろ                           | さいとう大三     | 泉八汐           | 京建輔           |
| 1985年           | EP               | RHS-181          | A                | 流しのテッちゃん                   | みや秀和         | 中山大三郎       | 京建輔           |
| 1985年           | EP               | RHS-181          | B                | 気が向くことがあるならば           | さいとう大三     | 泉八汐           | 京建輔           |

## 関連書籍
- 飛田裕子『天国へ逝った満点パパ―東八郎の浅草人情物語』ハート出版 1989/7